# Mamagama
Mamagama é um grupo musical azerbaijanês fundado em 2021 na cidade de Bacu. O grupo é composto pelo vocalista Səfael «Asəf» Mişiyev, pelo guitarrista Bəhruz «Huss» Əfəndiyev e pelo baterista Allahverdi «Arif» Qumbətli. Os Mamagama representaram o Azerbaijão no Festival Eurovisão da Canção de 2025 com a música «Run with U».

## História
Os Mamagama formaram-se em 2021 na cidade Bacu, no Azerbaijão. Todos os membros do grupo tinham experiência anterior em conjuntos musicais anteriores. Rapidamente começaram a atuar em vários festivais internacionais.
Em 2022, participaram no Kënga Magjike, um dos principais festivais de música da Albânia, juntamente com o Festivali i Këngës, onde ganharam o 1.º lugar na secção de artistas internacionais com o seu single «Dreamer».
No final de 2022, candidataram-se para representar o Azerbaijão no Festival Eurovisão da Canção de 2023. Apesar de terem sido selecionados entre os cinco candidatos finais, a emissora pública do Azerbaijão acabou por escolher a dupla TuralTuranX como os seus representantes nacionais em Liverpool.
A 4 de fevereiro de 2025, a emissora İTV anunciou que tinha selecionado internamente o trio para representar o Azerbaijão no Festival Eurovisão da Canção 2025 em Basileia, na Suíça.

## Estilo musical
Na sua música, os Mamagama combinam elementos da música tradicional com sons mais modernos que tendem para o indie pop e o rock alternativo.

## Discografia

### Singles
- 2022 – My Medicine
- 2022 – Sleep
- 2022 – Dreamer
- 2023 – River
- 2023 – This Is for You
- 2025 – Run with U